# ガイアーライ
ガイアーライ（ドイツ語: Geierlay）は、ドイツ、ラインラント＝プファルツ州のフンスリュック山地にかかる吊橋である。正式名称はHängeseilbrücke Geierlay。橋の名称の由来は周辺にハゲタカが多く生息しているからである。

## 概要
全長360m、地上から100mの高さに位置する。橋の両端には、メーアスドルフとゾースベルクの村がある。下には、メーアスドルファー川と呼ばれる川が流れている。最寄りの都市は、東に8km進んだ場所にあるカステラウンである。州都であるマインツは、東に66km進んだ場所にある。
この橋の重量は57トンで、50トンまで支えることができる。この橋は歩行者専用の橋で通行料はなく、一年中渡ることが可能である。橋に来た観光客の20%が渡っていない。橋のサイトはドイツの観光地トップ100に載っている。

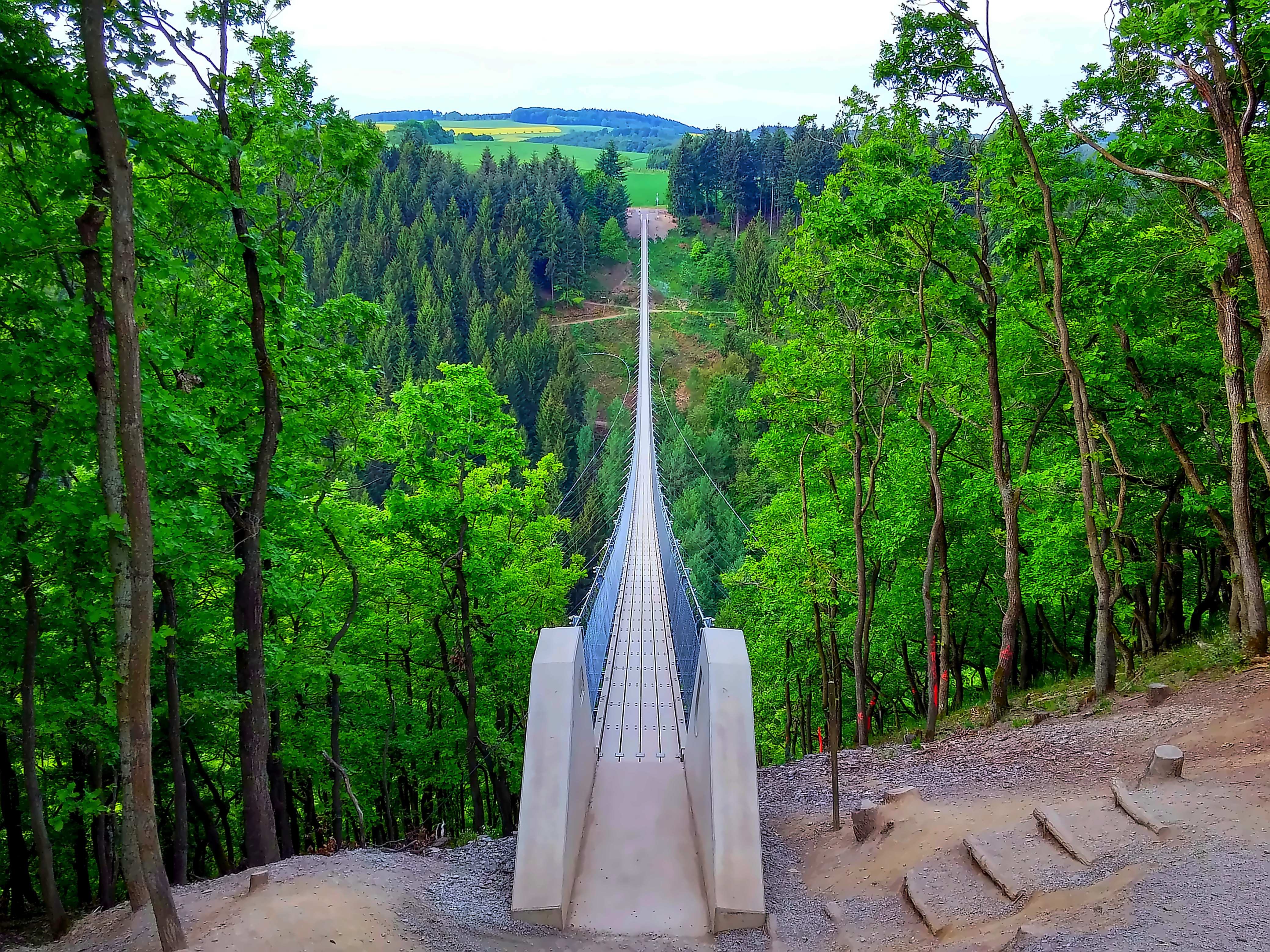
一端から見た橋

## 橋の設計
橋を設計したのは、スイスの技術者であるハンス・プファッフェン（Hans Pfaffen）であり、ネパールにある橋と同様の設計をした。完成の5年前である2010年から計画され、110万ユーロで製作された。